# Negrenii de Sus, Teleorman
Negrenii de Sus este un sat în comuna Tătărăștii de Jos din județul Teleorman, Muntenia, România.